# Hospital General de Montreal
El Hospital general de Montreal (en francés: Hôpital Général de Montréal) es un hospital en la ciudad de Montreal, en la provincia de Quebec al este de Canadá, establecido el 1 de mayo de 1819, como un hospital de enseñanza temprana. Se encuentra en el Monte Royal, en la intersección de la avenida Pine y la vía Côte-des-Neiges. Cuenta con seis pabellones: A, B, C, D, E y Livingston (L), un centro de investigación en un edificio separado al lado del pabellón L.
El MGH fue construido en la esquina de la calle Craig (hoy St. Antoine) y el bulevar St. Lawrence y solo tenía 24 camas. Una vez superado este espacio, se trasladó a un nuevo edificio de 72 camas en el Bulevar Dorchester en la calle St. Dominique, hoy en día esta instalación es un centro de atención a largo plazo.